# Чернозерье (Пензенская область)
Чернозерье (также Поляны, Полянки, Никольское) — село в Мокшанском районе Пензенской области России. Административный центр Чернозерского сельсовета. Малая родина Героя Советского Союза М. П. Шибаева (1916—1985), Героя Соцтруда Н. С. Софьина.

## География
Село расположено  в пределах Сурско-Мокшанской возвышенности, в северной части Пензенской области, на севере района, в лесостепной зоне, на левом берегу реки Мокша, в 20 км к северо-востоку от районного центра Мокшан.

### Климат
Климат характеризуется как умеренно континентальный, с холодной продолжительной зимой и тёплым летом. Среднегодовая температура воздуха — 4,6 °C. Средняя температура воздуха самого тёплого месяца (июля) — 19 °C; самого холодного (января) — −13 °C. Безморозный период длится 150 дней. Продолжительность вегетационного периода — в среднем 144 дня. Среднегодовое количество атмосферных осадков варьируется от 480 до 500 мм, из которых большая часть выпадает в тёплый период. Снежный покров устанавливается в конце ноября и держится в течение 141 дня.

## История
Имение поэта Алексея Николаевича Плещеева, здесь он часто бывал. В селе находился деревянный храм во имя святителя и чудотворца Николая. Его в 1929 году заняли под зернохранилище, впоследствии храм сломан. В 2000 году в Чернозерье зарегистрировали Никольский молитвенный дом, разместившийся в простом бревенчатом здании.

## Население
| 1747  | 1782  | 1864  | 1877  | 1897  | 1910  |
| ----- | ----- | ----- | ----- | ----- | ----- |
| 1360  | ↗1509 | ↗1606 | ↗1801 | ↗1981 | ↗2434 |
| 1926  | 1930  | 1939  | 1959  | 1970  | 1979  |
| ↘2108 | ↗2292 | ↘1420 | ↘1052 | ↘859  | ↗914  |
| 1989  | 1996  | 2002  | 2010  |       |       |
| ↗1147 | ↘1086 | ↘950  | ↘849  |       |       |

## Известные уроженцы, жители
В селе родились: Герой Советского Союза, командир взвода разведки Михаил Петрович Шибаев (1916—1985), совершивший подвиг в боях за Днепр; Герой Соцтруда Николай Степанович Софьин, поэтесса Д. Д. Злобина (1936—2004), заслуженный работник культуры РФ, жившая в родном селе. Г. Н. Захарычев (1906—1951), советский государственный и военный деятель. 

## Инфраструктура
ГБОУ СОШ Чернозерье, участковая Чернозерского больница, библиотечное-досуговый центр, Дом-Музей поэтессы Д. Д. Злобиной.

## Транспорт
Село доступно автотранспортом.